# Liste der Nummer-eins-Hits in Südafrika
Die Liste der Nummer-eins-Hits in Südafrika basiert auf den wöchentlichen Charts des Landes, die von The Recording Industry of South Africa (RISA) herausgegeben werden. 
Die Singlecharts werden seit Mitte 2021 vom spanischen Unternehmen BMAT ermittelt und basieren ausschließlich auf Streamingdaten der Anbieter Apple Music, Deezer und Spotify. Veröffentlicht werden die Top 100, für lokales Repertoire (mit der Beteiligung mindestens eines südafrikanischen Interpreten) wird zusätzlich eine eigene Top 100 erstellt.
Die Liste ist nach Jahren aufgeteilt.